# John Squarebriggs
John Squarebriggs (né à Charlottetown, dans la province de l'Île-du-Prince-Édouard au Canada) est un joueur professionnel canadien de hockey sur glace.

## Carrière de joueur
Il commence sa carrière en 1933 avec les Tigers du Bronx dans l'Eastern Hockey League.

## Statistiques de carrière
| Saison    | Équipe               | Ligue |    | Saison régulière | Saison régulière | Saison régulière | Saison régulière | Saison régulière |   | Séries éliminatoires | Séries éliminatoires | Séries éliminatoires | Séries éliminatoires | Séries éliminatoires |
| Saison    | Équipe               | Ligue | PJ | B                | A                | Pts              | Pun              | PJ               | B | A                    | Pts                  | Pun                  |                      |                      |
| 1933-1934 | Tigers du Bronx      | EHL   | 6  | 2                | 2                | 4                | 0                | -                | - | -                    | -                    | -                    |                      |                      |
| 1935-1936 | Orioles de Baltimore | EHL   | 37 | 9                | 9                | 18               | 6                | -                | - | -                    | -                    | -                    |                      |                      |
| 1936-1937 | Orioles de Baltimore | EHL   | 47 | 18               | 22               | 40               | 0                | -                | - | -                    | -                    | -                    |                      |                      |
| 1937-1938 | Orioles de Baltimore | EHL   | 56 | 18               | 24               | 42               | 8                | -                | - | -                    | -                    | -                    |                      |                      |
| 1938-1939 | Orioles de Baltimore | EHL   | 53 | 32               | 27               | 59               | 4                | -                | - | -                    | -                    | -                    |                      |                      |